# 黄梅寺
黄梅寺（おうばいじ、黄梅禅寺）は、大阪府門真市にある曹洞宗の仏教寺院。山号は真手山。本尊は聖観世音菩薩。

## 歴史
寺伝によると、天文15年（1546年）足利13代将軍・足利義輝によって、その宮寺として創建され、開山は聨芳。
また別説に、明応2年（1493年）、室町幕府管領の畠山政長（1442 - 1493年）の次男・畠山久俊の義理の兄「小山梅巖」が創建したというものもある（西島家譜）。政長は細川政元に攻められ、河内国正覚寺で自刃。その後、久俊は母と共に河内国茨田郡普賢寺郷門真荘に逃れ、義兄の黄梅寺に身を寄せ、永正6年（1509年）に母が亡くなると境内に寿蔵をたてたという。

### 誕生釈迦仏立像の発見
2000年（平成12年）、当寺にて飛鳥時代後期（7世紀後半）の誕生釈迦立像が発見（実際には公表）された。仏像の顔は丸く（ただし表情は損傷しており解らない）、短めのスカート状の短きんを着けているなど飛鳥時代後期の特徴を持っている。飛鳥時代の誕生仏は国内で30例ほどしかなく、胸と手首の両方に装飾をつけているなどとても珍しいものらしい。

## 関連
- 門真神社